# Crossing Istanbul
Ne doit pas être confondu avec Crossing (film, 2008).
Pour les articles homonymes, voir Crossing.
Pour plus de détails, voir Fiche technique et Distribution.
Crossing Istanbul (Crossing) est un film dramatique suédois écrit et réalisé par Levan Akin et sorti en 2024. 
Le film a été sélectionné dans la section Panorama du 74e Festival international du film de Berlin, où il a été présenté en première mondiale le 15 février 2024. Il est sorti en Suède le 22 mars 2024, par TriArt Film.

## Synopsis
L'histoire est celle de Lia, une enseignante à la retraite vivant dans la ville géorgienne de Batoumi et qui promet de retrouver sa nièce perdue depuis longtemps. Ses recherches la conduisent à Istanbul, où elle rencontre une avocate qui se bat pour les droits des personnes trans.

## Fiche technique
- Titre original : Crossing
- Titre français : Crossing Istanbul
- Réalisation : Levan Akin
- Scénario : Levan Akin
- Photographie : Lisabi Fridell
- Montage : Levan Akin, Emma Lagrelius
- Costumes : Linn Eklund
- Pays de production :  Suède,  Danemark,  France,  Turquie,  Géorgie
- Langue originale : géorgien, turc, anglais
- Format : couleur
- Genre : drame
- Durée : 106 minutes
- Dates de sortie[1] :
  - Allemagne : 15 février 2024 (Berlinale)
  - Suède : 22 mars 2024
  - Turquie : 19 avril 2024 (Festival international du film d'Istanbul) ; 31 mai 2024 (sortie nationale)
  - Québec : 2 août 2024
  - Suisse romande : 6 novembre 2024
  - Danemark : 14 novembre 2024
  - France : 21 novembre 2024 (Rencontres cinématographiques de Cannes)[2] ; 4 décembre 2024 (sortie nationale)
  - Belgique : 4 décembre 2024

## Distribution
- Mzia Arabuli : Lia
- Lucas Kankava : Achi
- Deniz Dumanli : Evrim
- Ziya Sudancikmaz : Ömer, le chauffeur de taxi
- Levan Bochorishvili : Zaza, le frère d'Achi
- Nino Karchava : Ruso, la femme de Zaza
- Nino Tedoradze : Nona, enfant de Zaza et Ruso
- Giga Shavadze : Giga, enfant de Zaza et Ruso
- Bunyamin Deger : Izzet, le jeune garçon
- Sema Sultan Elekci : Gülpembe, la jeune fille
- Tako Kurdovanidze : Tekla

## Production
En janvier 2023, il a été annoncé que Levan Akin avait écrit et réalisé le film, le tournage principal se terminant à Istanbul.

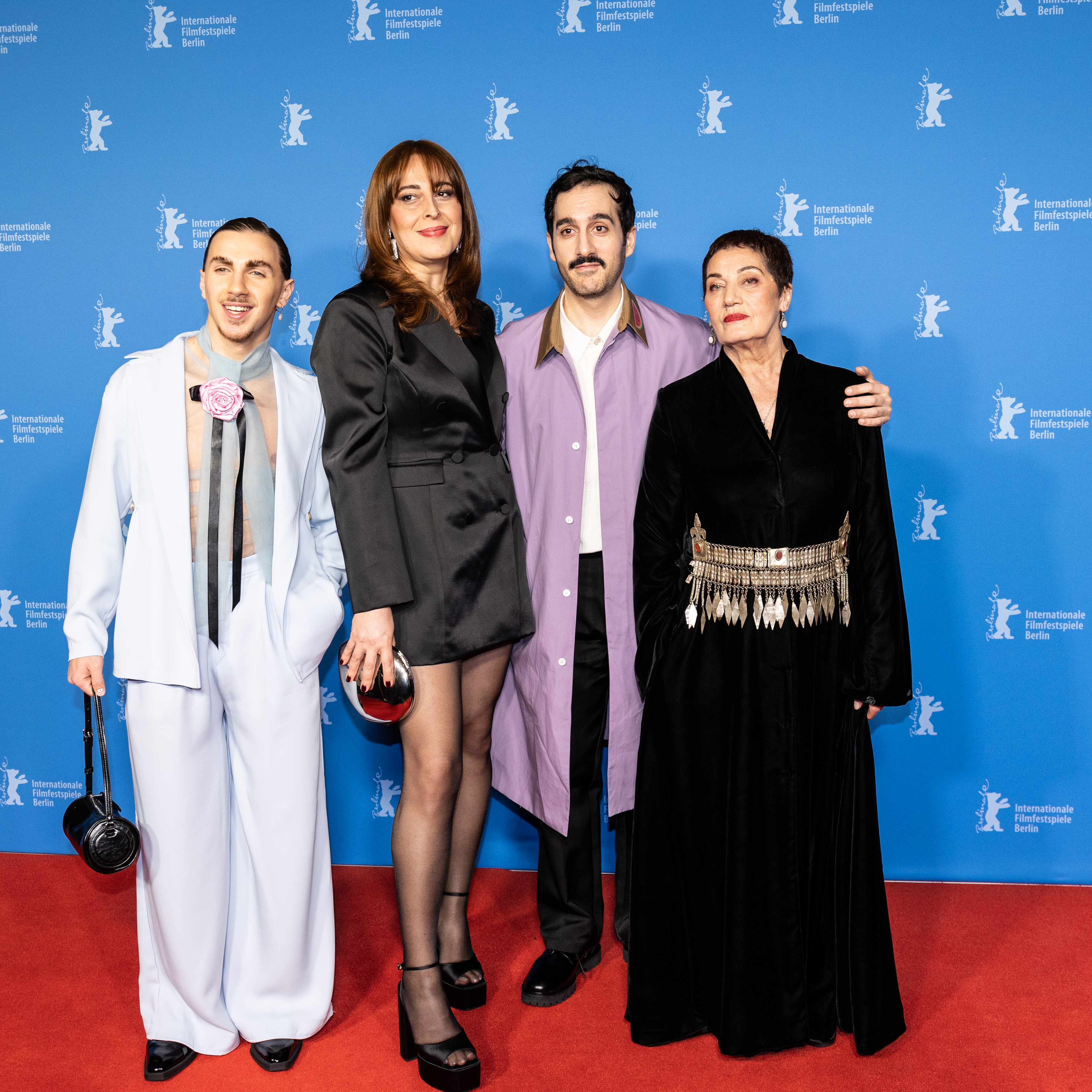
L'équipe de Crossing au 74e Festival international du film de Berlin

Crossing est présenté en première mondiale le 15 février 2024, dans le cadre du 74e Festival international du film de Berlin, en ouverture de la section Panorama,,. Auparavant, Mubi avait acquis les droits de distribution du film en Amérique du Nord et en Amérique latine, au Royaume-Uni, en Irlande et en Allemagne. Il est sorti en Suède le 22 mars 2024, par TriArt Film.
À Berlin, le film a reçu le prix du jury du Teddy Award pour les films à thème LGBTQ.

## Réception
Sur le site agrégateur d'avis Rotten Tomatoes, 95 % des 44 avis critiques sont positifs, avec une note moyenne de 8,1/10. Le consensus du site Web se lit comme suit : « Une tendre odyssée avec la merveilleuse performance de Mzia Arabuli comme guide du public, Crossing marque un autre triomphe humaniste pour le scénariste-réalisateur Levan Akin ».
Metacritic, qui utilise une moyenne pondérée, a attribué au film une note de 83 sur 100, basée sur 17 critiques, indiquant une « reconnaissance universelle ».

## Distinctions
- Festival international du film de Karlovy Vary 2024
- Festival du film de Tribeca 2024
- Teddy Award à la Berlinale 2024
- Rencontres cinématographiques de Cannes 2024 : Prix Stella[10]
- Prix du Jury du festival Chéries-Chéris 2024[11]
- (en) Crossing: Awards, sur l'Internet Movie Database